# 2-Heptanol
2-Heptanol ist eine chemische Verbindung aus der Gruppe der sekundären Alkohole.

## Vorkommen
2-Heptanol kommt natürlich in zahlreichen Pflanzen, wie Ingwer (Zingiber officinale), Rooibos (Aspalathus linearis), Weinraute (Ruta graveolens), Kakao, Kaffee, Tee (Camellia sinensis), Mais (Zea mays), Kokosnuss (Cocos nucifera), Moschus-Erdbeeren (Fragaria  moschata) und Wald-Erdbeeren (Fragaria vesca), Rosafarbener Catharanthe (Catharanthus roseus), Rosmarin ( Rosmarinus officinalis), Gewürznelken (Syzygium aromaticum), Dessertbananen (Musa × paradisiaca) und Äpfeln (Malus domestica) vor. Der Alkohol findet sich in verarbeiteten Lebensmitteln und alkoholischen Getränken, wie gebratenem Rindfleisch, gekochten Kartoffeln, Weinbrand, Bier, und Rum und wird von Curvularia falcata und Schimmelpilzen der Gattung Mucor abgegeben.

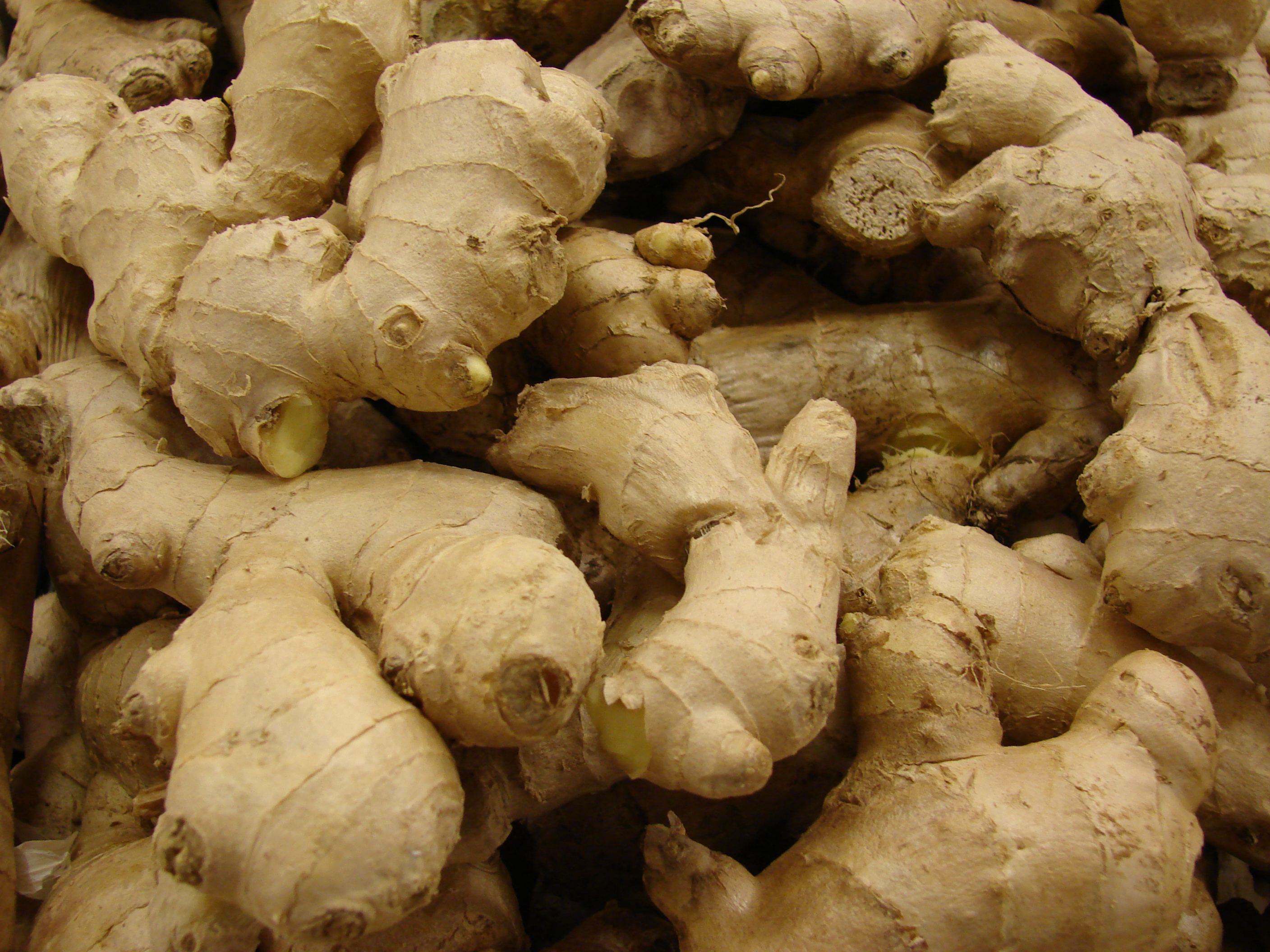
Ingwer
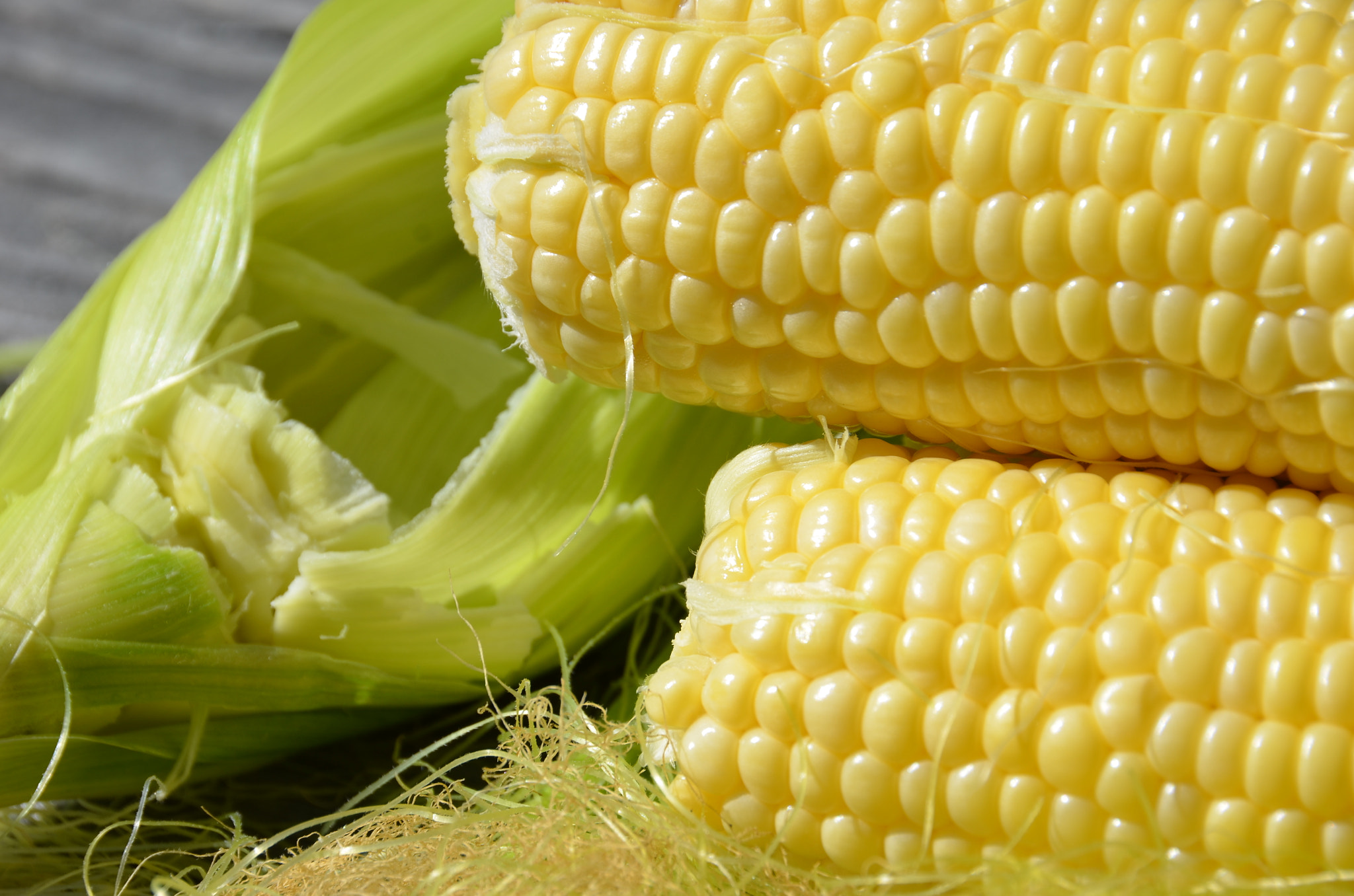
Mais
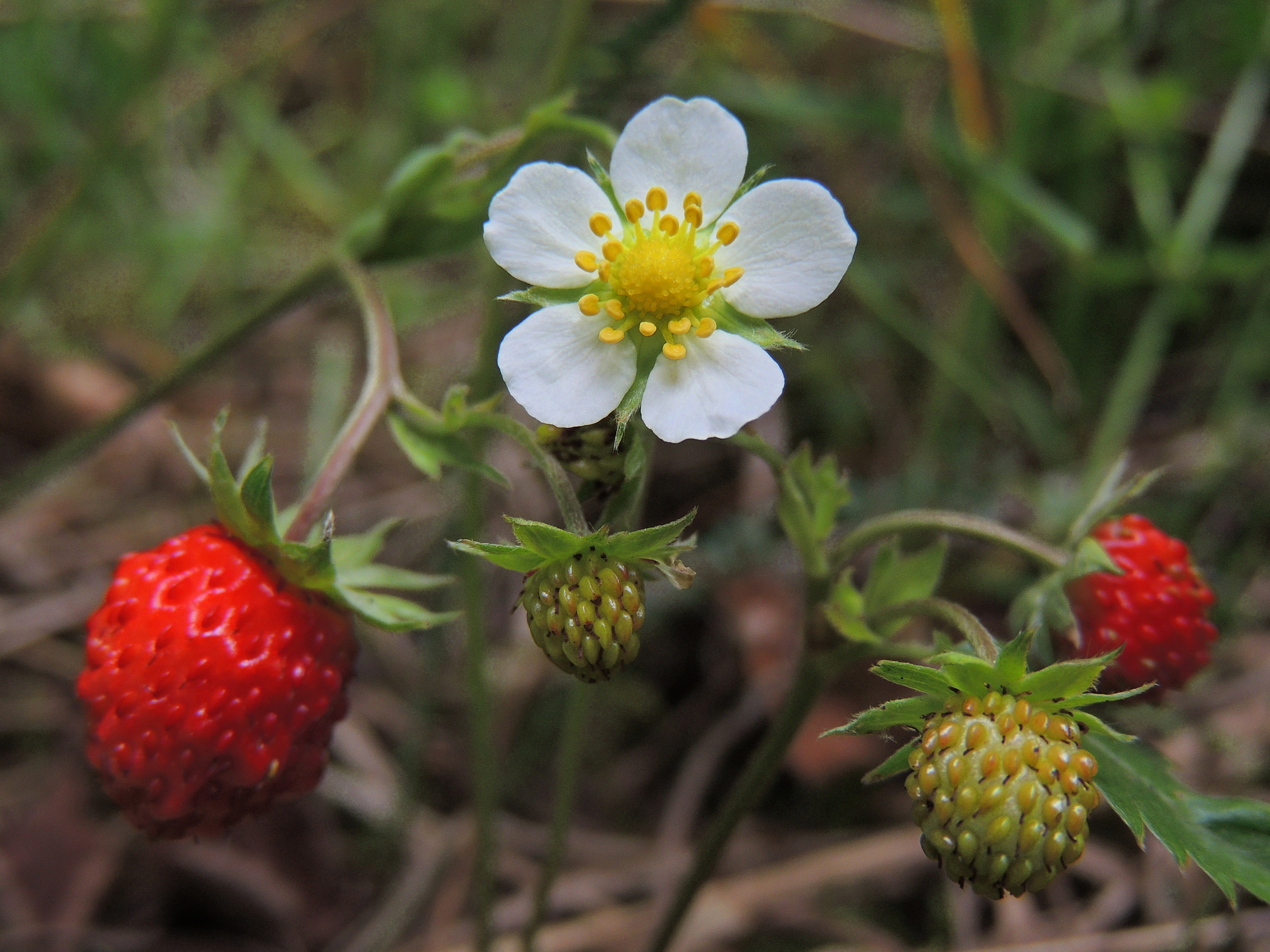
Erdbeeren
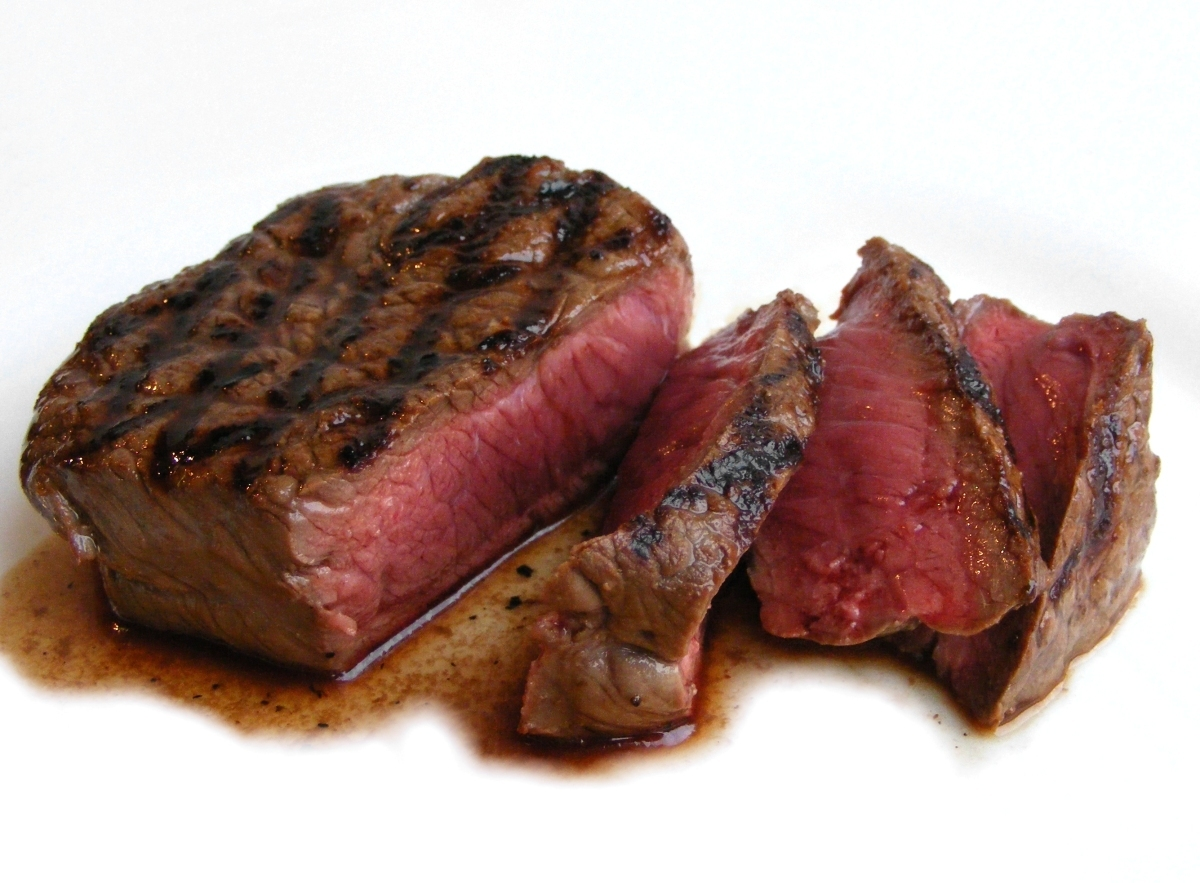
Gebratenes Rindfleisch

## Isomere
Die Verbindung kommt in zwei stereoisomeren Formen vor. Wenn in der wissenschaftlichen Literatur oder in diesem Artikel von „2-Heptanol“ ohne jeden weiteren Zusatz die Rede ist, meint man stets das Racemat, also (RS)-(±)-2-Heptanol, ein 1:1-Gemisch von (R)- und (S)-2-Heptanol.
Neben dem 2-Heptanol existieren weitere Isomere, zum Beispiel das 1-Heptanol, 3-Heptanol und 4-Heptanol. Es gibt insgesamt 39 Heptanole, die konstitutionsisomer zueinander sind.

## Gewinnung und Darstellung
2-Heptanol kann durch Reduktion von 2-Heptanon mit Natrium in Ethanol gewonnen werden. Ebenfalls möglich ist die Darstellung durch Reaktion von Pentylmagnesiumbromid mit Acetaldehyd.

## Eigenschaften
2-Heptanol ist eine wenig flüchtige, farblose, entzündbare Flüssigkeit, die schwer löslich in Wasser ist.
Der Alkohol hat einen kräuterartigen, zitronigen Geruch und einen fruchtigen, „grünen“, leicht bitteren Geschmack.

## Verwendung
2-Heptanol wird als Lösungsmittel für natürliche und Mineralöle, Fette, Wachse, Farb- und Kunststoffe und in der Erzbehandlung verwendet.

## Sicherheitshinweise
Die Dämpfe von 2-Heptanol können mit Luft ein explosionsfähiges Gemisch (Flammpunkt 59 °C, untere Explosionsgrenze 0,9 Vol.–% bzw. 44 g·m−3) bilden.